# Cithaerias archeops
Cithaerias archeops är en fjärilsart som beskrevs av Le Cerf 1926. Cithaerias archeops ingår i släktet Cithaerias och familjen praktfjärilar. Inga underarter finns listade i Catalogue of Life.